# 9351 Neumayer
A 9351 Neumayer (ideiglenes jelöléssel 1991 TH6) a Naprendszer kisbolygóövében található aszteroida. Lutz Schmadel és Freimut Börngen fedezte fel 1991. október 2-án.